# Профилација
Профилација је архитектонски израз- одређивање облика нпр. за траку од материјала различитих облика у пресјеку који се користи за транзицију између двије површине или као декорација.  Профилилација је обично направљена од дрвета, камена или гипса али може бити направљена и од пластике или у модерној градњи од ојачаног стиропора са малтерисаном површином.